# George V. Higgins
George V. Higgins (Brockton, Massachusetts, 13 de noviembre de 1939 - Milton, Massachusetts, 6 de noviembre de 1999) fue un escritor, abogado, periodista y profesor universitario estadounidense. Escritor de novela negra, trabajó en la fiscalía de Boston y aprovechó sus conocimientos sobre la delincuencia para sus obras, que le dieron fama mundial, especialmente su opera prima Los amigos de Eddie Coyle (Publicado en España en 1970 como "El confidente" y en 2015 como "Los amigos de Eddie Coyle").

## Trayectoria
Higgins nació en Brockton, Massachusetts y creció en la cercana ciudad de Rockland, estudió en el Boston College, donde fue editor de la revista literaria del campus, Stylus , y se graduó en 1961. Recibió una Maestría en Artes en la Universidad Stanford en 1965 y un título de Juris Doctor del Boston College en 1967. Su nombre completo era George Vincent Higgins II, en honor a un tío que vivía en Randolph, pero abandonó el número II (extraoficialmente) en la mediana edad. Todos sus libros fueron publicados como George V. Higgins. 
Ejerció durante dos años en un bufete de abogados antes de ser nombrado ayudante del fiscal. Higgins trabajó como fiscal general adjunto para la Commonwealth, periodista y colaboró como columnista en Associated Press, Boston Globe, Boston Herald American y The Wall Street Journal, antes de convertirse en novelista. Pasó siete años en puestos gubernamentales contra el crimen organizado, incluido el de fiscal adjunto de los Estados Unidos para Massachusetts. Entró en la práctica privada de la abogacía en 1973 y estuvo activo durante diez años. Durante esos años representó a varias figuras famosas, como Eldridge Cleaver (aunque se retiró del caso después de un conflicto con Cleaver) y G. Gordon Liddy. Fue profesor en el Boston College y en la Universidad de Boston.
En 1970 publicó su primera y más exitosa novela: Los amigos de Eddie Coyle. Creó su propio despacho legal en 1973, ejerciendo la abogacía privada durante diez años. En 1980 aparece su primera novela de la serie Jerry Kennedy, un cínico abogado. Fue profesor en el Boston College y en la Universidad de Boston.
En 1965 se casó con Elizabeth Mulkerin, con quien tuvo dos hijos: Susan y John. Tras su divorcio en 1979 contrajo segundas nupcias con Loretta Lucas Cubberley.
Murió de un ataque de corazón una semana antes de su sexagésimo cumpleaños en su casa de Milton, Massachusetts.

## Obras publicadas

### Novelas
- The Friends of Eddie Coyle. 1970. Picador. ISBN 978-0-312-42969-0. 
  - Edición en castellano: Los amigos de Eddie Coyle. 2011. Libros del Asteroide. ISBN 978-84-926634-4-6.
- The Digger's Game. 1973. Knopf. ISBN 978-0-394-48316-0.
  - Edición en castellano: El juego del Digger. 1975. Grijalbo. OCLC 431846553.
- Cogan's Trade. 1974. Knopf. ISBN 978-0-394-49057-1. 
  - Edición en castellano: Mátalos suavemente. 2012. Libros del Asteroide. ISBN 978-84-15-62505-6.
- A City on a Hill. 1975. Knopf. ISBN 978-0-394-49540-8.
- The Judgment of Deke Hunter. 1976. Coronet Books. ISBN 978-0-340-22324-6.
- Dreamland. 1977. Little Brown. ISBN 978-0-316-88745-8.
- A Year or So with Edgar. 1979. Harper & Row. ISBN 978-0-06-011873-0.
- Kennedy for the Defense.1980. Knopf. (Serie Jerry Kennedy). ISBN 978-0-394-42406-4.
- The Rat on Fire. 1981. Knopf. ISBN 978-0-394-42409-5. 
  - Edición en castellano: La rata en llamas. 2013. Libros del Asteroide. ISBN 978-84-15-62551-3.
- The Patriot Game. 1982. Knopf. ISBN 978-0-394-51672-1.
- A Choice of Enemies. 1984. Knopf. ISBN 978-0-394-52439-9.
- Old Earl Died Pulling Traps: A Story. 1984. Bruccoli-Clark. OCLC 11634946.
- Penance for Jerry Kennedy. 1985. Knopf. (Serie Jerry Kennedy). ISBN 978-0-394-53485-5.
- Impostors. 1986. Henry Holt & Co. ISBN 978-0-03-008014-2.
- Outlaws. 1987. Henry Holt & Co. ISBN 978-0-8050-0271-3.
- Wonderful Years, Wonderful Years. 1988. Henry Holt & Co. ISBN 978-0-8050-0694-0.
- Trust. 1989. Henry Holt & Co. ISBN 978-0-8050-0955-2.
- Victories. 1990. Henry Holt & Co. ISBN 978-0-8050-1219-4.
- The Mandeville Talent. 1991. Henry Holt & Co. ISBN 978-0-8050-1412-9.
- Defending Billy Ryan. 1992. Henry Holt & Co. (Serie Jerry Kennedy). ISBN 978-0-8050-1677-2.
- Bomber's Law. 1993. Henry Holt & Co. ISBN 978-0-8050-2329-9.
- Swan Boats at Four. 1995. Henry Holt & Co. ISBN 978-0-8050-3077-8.
- Sandra Nichols Found Dead. 1996. Henry Holt & Co. (Serie Jerry Kennedy). ISBN 978-0-8050-3747-0.
- A Change of Gravity. 1997. Henry Holt & Co. ISBN 978-0-8050-4815-5.
- The Agent. 1999. Houghton Mifflin Harcourt. ISBN 978-0-15-100357-0.
- At End of Day. 2000. Harcourt Brace & Co. ISBN 978-0-15-100358-7.

### Colecciones
- The Sins of the Fathers: Stories by George V. Higgins. 1988. Andre Deutsch Ltd. ISBN 978-0-233-98257-1.
- The Easiest Thing in the World: The Unpublished Fiction of George V. Higgins. 2004. Avalon Publishing. ISBN 978-0-7867-1474-2.

### No ficción

#### Política
- The Friends of Richard Nixon. 1975. Little Brown ISBN 978-0-345-25226-5.
- Style Versus Substance: Boston, Kevin White, and the Politics of Illusion. 1984. Macmillan Pub Co. ISBN 978-0-02-551450-8.

#### Béisbol
- The Progress of the Seasons: Forty Years of Baseball in Our Town. 1989. Henry Holt & Co. ISBN 978-0-8050-0913-2.

#### Escritura
- On Writing. 1990. Henry Holt & Co. ISBN 978-0-8050-1180-7.

## Filmografía
Dos de sus novelas han sido adaptadas al cine:
- El confidente, (1973). Está basada en Los amigos de Eddie Coyle y fue dirigida por Peter Yates e interpretada en su papel estelar por Robert Mitchum.[4]

- Mátalos suavemente (2012), basada en Cogan's Trade (1974). Fue dirigida por Andrew Dominik e interpretada por Brad Pitt entre otros.[5]